# دانيال سيلفا (لاعب غولف)
دانيال سيلفا (بالإنجليزية: Daniel Silva)‏ هو لاعب غولف جنوب أفريقي، ولد في 19 يونيو 1966 في جوهانسبرغ في جنوب أفريقيا.

## وصلات خارجية
- دانيال سيلفا على موقع رابطة أوروبا للاعبي الغولف المحترفين (الإنجليزية)
- دانيال سيلفا على موقع التصنيف العالمي الرسمي للغولف (الإنجليزية)